# 天主教西姆拉暨昌迪加尔教区
天主教西姆拉暨昌迪加爾教區 （拉丁語：Dioecesis Simlensis et Chandigarhensis）是羅馬天主教的一個教區，位於印度西姆拉。範圍包括哈里亞納邦、喜馬偕爾邦及旁遮普邦的一部分，以及昌迪加爾。受德里總教區管轄。
1959年6月4日自德里暨西姆拉總教區分出，升為教區。1964年5月12日易名至今。現任主教為依納爵·羅耀拉‧馬卡雷尼亞什。2004年有42個堂區、12,750教友、96名司鐸。